# Emmi Woesler
Emmi Woesler (geboren 16. September 1911; gestorben 11. Februar 2004 in München) war eine deutsche Juristin. Sie wurde 1961 zusammen mit Victoria Eschke und Lucia Guggemos-Finger Gründungsmitglied des Bundespatentgerichts in München. Dort war sie zunächst als Richterin, seit 1966 als Vorsitzende Richterin tätig.

## Beruflicher Werdegang
Bis zu ihrem Wechsel zum Bundespatentgericht 1961 war Emmi Woesler Senatsrätin beim Bundespatentamt. Sie wurde bei der Errichtung des Bundespatentgerichts 1961 zusammen mit Victoria Eschke und Lucia Guggemos-Finger dort zur Richterin berufen, sodass drei Frauen Gründungsmitglieder waren. Am 28. März 1966 wurde sie zur Vorsitzenden Richterin am Bundespatentgericht befördert.